# Хаклберри-Ридж
Хаклберри-Ридж (англ. Huckleberry Ridge Tuff) — туфовое образование, сформированное в результате извержения кальдеры Айленд-Парк, которая частично расположена в Йеллоустонском национальном парке, штат Вайоминг, и простирается на запад, в штат Айдахо, в регион, который называется Айленд-Парк. Извержение произошло 2.1 млн лет назад, объём выброшенного материала составил примерно 2450—2500 км³ (показатель вулканической эксплозивности — 8 баллов), что сделало его самым крупным известным извержением в истории Йеллоустонской горячей точки. Это извержение, называемое также извержением Хаклберри-Ридж (в соответствии с названием туфовых отложений), является третьим из последних крупных кальдерообразующих извержений Йеллоустонской горячей точки. За ним последовали извержения Меса-Фолс и Лава-Крик.